# Seo Gyeong-hwa
Seo Gyeong-hwa (서경화?; Pusan, 15 agosto 1968 – Seul, 2 marzo 2020) è stata una cestista e allenatrice di pallacanestro sudcoreana.

## Carriera
Con la Corea del Sud ha disputato due edizioni dei Campionati del mondo (1986, 1990).